# Max e Rosa
Max & Ruby (Max e Ruby no Brasil e Max e Rosa em Portugal) é um desenho animado canado-estadunidense baseado nos livros de Rosemary Wells, que também é a autora de Timothy Vai à Escola. A série estreou na Nickelodeon em 21 de outubro de 2002 nos EUA e no Treehouse TV em 3 de novembro de 2002 no Canadá.

## Sinopse
Max & Ruby é sobre dois coelhos: Max Bunny, um teimoso, barulhento e guloso menino de três anos de idade; e sua irmã mais velha, Ruby Bunny, uma paciente, objetivada e às vezes restritiva menina de sete anos de idade. Eles moram na cidade de East Bunnyhop. Segundo Rosemary Wells, a série mostra a relação entre Ruby, Max e a natureza universal dos relacionamentos entre irmãos.

## Personagens
Para a série, todos os personagens são coelhos e vivem numa realidade alternativa onde existem apenas coelhos antropomórficos na Terra.

#### Família Bunny
- Max Bunny (vozes de Billy Rosemberg nas temporadas 1-3, Tyler Stevenson nas temporadas 4-5 e Gavin MacIver-Wright na temporada 6) é um coelho branco de três anos de idade (que depois completa quatro anos), sendo três anos e meio mais novo que sua irmã Ruby, e o único, além dela, a aparecer em todos os episódios.[5] Em cada história, Max repete uma única palavra e Ruby sempre pensa que ele não está ali pra ajudá-la, mas, no final, Max sempre está certo. Ruby tentará convencê-lo a mudar de ideia, mas ele continuará insistindo naquilo que quer, e acabará surpreendendo Ruby. Max é mais inteligente do que sua irmã pensa e é capaz de entender as situações melhor do que ela. Ele é obcecado por dragões (já teve camiseta de dragão, máscara de dragão e pipa de dragão). Na 6ª Temporada, Max aparece mais velho e passa a frequentar a pré-escola e a se comunicar melhor usando frases completas. Max também já não usa macacão azul e camisa de pequenas listras vermelhas e amarelas; em vez disso, ele usa calças azuis e camisa de grandes listras vermelhas e brancas.
- Ruby Bunny (vozes de Katie Griffin na temporada 1, Samantha Morton na temporada 2, Rebecca Peters nas temporadas 3-5 e Lana Carillo na temporada 6) é uma coelha branca de sete anos (que depois completa oito anos), e a única, além de Max, a aparecer em todos os episódios.[5] Superprotetora de Max, muitas vezes Ruby o convencerá a fazer algo contra a vontade dele porque isso "é o melhor pra ele". Às vezes, julga "errado" as coisas. Suas melhores amigas são Louise, Valerie e Martha, que com ela fazem parte do grupo de escoteiras Bunny Scout. Ruby possui, no mínimo, 22 distintivos de escoteira (dentre eles: jovem padeiro, campista, ciclista, artista, colecionador, leitor, excursionista, carreirista, comunicação, diversão em computadores, esportes, dança, primeiros-socorros, de boa forma, hobbies, consertos, nós, música, comunidade, plantas, animais e ambientalista). Ruby é um pouco perfeccionista quando se trata de certas coisas, e gosta de tudo limpo e arrumado, ao contrário de Max, que é bagunçado e desordenado. E muitas vezes suspira e diz "Irmãozinhos", em resposta às palhaçadas infantis de Max. Ela toca piano e dança "ballet", e é a fã número 1 da bailarina Bunny Pavlova. Na 6ª temporada, ela é vista frequentando a escola junto com Max, e é assistente da professora dele, a Sra. Bunty. Ela é conhecida por não conseguir fazer as coisas devido ao Max e a seus brinquedos espalhados pelo caminho, mas seus amigos torcem por ela depois de um tempo. Nas temporadas 1 e 2, Ruby usa uma camisa roxa e um vestido amarelo; nas temporadas 3-5, usa vestido rosa escuro e camisa rosa clara; e na temporada 6, usa um vestido rosa de bolinhas azuis, juntamente com um cardigã amarelo claro.
- Vovó (voz de Kay Hawtrey) é a mãe do Sr. Bunny e avó paterna de Max e Ruby. Ela gosta de brincar e tem um sótão cheio de roupas e uma caixa de tesouro com uma foto antiga de si mesma e seu marido vestindo roupas elegantes para um festival. Ela tem pele cinza, usa vestido azul e interage com seus netos frequentemente. Vovó demonstra amar seus netos. Embora Ruby receie que a vovó não vai gostar das ideias de Max, ela sempre gosta igualmente das ideias de Max e Ruby. Contudo, ela geralmente fica do lado de Max quando ele supera Ruby e quando Ruby acredita que a avó vai apoiar suas ideias mais do que as de Max.
- Sr. e Sra. Bunny (vozes de David Pentwick e Carolyn Larson, respectivamente) são os pais de Max e Ruby. Nas cinco primeiras temporadas, eles só apareciam em fotografias. Eles fazem sua estreia física na 6ª temporada, e depois aparecem regularmente. O Sr. Bunny é filho da Vovó. A Sra. Bunny e Ruby estão sempre juntas e ela confia na habilidade de Ruby para cuidar de Max. Eles costumam deixar Max e Ruby resolver seus problemas por conta própria enquanto se concentram em seus afazeres diários, embora possam checar as crianças de vez em quando ou perguntar a elas como foi seu dia no final da história.
- Tia Claire e Tio Nate - os tios de Max e Ruby, que foram mencionados pela primeira vez por Ruby em Max's Birthday, depois que ela descobriu o presente de aniversário que eles enviaram a Max: uma lagosta de brinquedo. Nos episódios Max and Ruby's Train Trip, Go to Sleep Max, e Conductor Max, Max, Ruby e a Vovó viajam de trem para Bunnyvale para visitar tia Claire e tio Nate. Eles fazem sua estreia física perto do final de Conductor Max, onde encontram Max, Ruby e a Vovó, pouco depois de Max achar o cartão de presente perdido que Ruby tinha feito para tia Claire e tio Nate. Pouco depois de chegarem, ela lhes entrega o cartão.

#### Bunny Scouts (grupo de escoteiras)
- Louise (voz de Julie Lemieux) - Uma coelha que é a melhor amiga de Ruby. Louise gosta de brincar, é violinista e tem um primo chamado Morris, que é amigo de Max. (Como Max em relação a Ruby, Morris também consegue ser mais inteligente do que Louise. Apesar de Morris ser seu primo, Louise o trata mais como irmão.) Louise também é conhecida por gostar de participar de festas (ex.: o aniversário de Max) e eventos (ex.: na praia). Louise tem pêlo castanho-avermelhado e usa camisa amarela e vestido de tartan verde. Fisicamente, se parece com Ruby, exceto por Louise ser um pouco mais alta. Louise tende a ver as coisas do mesmo modo romanticamente feminino de Ruby, mas é mais aberta a outras ideias. Louise também compartilha a incapacidade de Ruby em entender coisas típicas de meninos, como carrinhos de brinquedo. Assim como Ruby, é apaixonada por Roger, apesar de este desinterfirir na amizade das duas. Às vezes, Louise desconhece das ideias de Ruby, mas decide ajudá-la de qualquer modo, e muitas vezes decide se juntar a ela em suas ideias. Existe uma espécie de mordaça em certos episódios, onde Louise terá dificuldade com certos termos científicos como anfíbio ou paleontólogo, o que fará com que ela os pronuncie mal durante a maior parte do episódio mas ela finalmente acerta a pronúncia no final do episódio. Louise (assim como Ruby) muitas vezes suspira e diz "Irmãozinhos", em resposta às palhaçadas infantis de Max. Louise foi criada especialmente para o desenho animado, mas apareceu em livros posteriores de Rosemary.
- Valerie (vozes de Alexis Walla nas temporadas 1-5 e de Loretta Jafelice na temporada 6) - Amiga de Ruby, é marrom, usa vestido vermelho e dourado, tem óculos e é mais baixa do que Ruby e suas outras amigas. Valerie é muito talentosa ao usar o gravador e é escoteira, junto com Ruby, Louise e Martha; é flautista.
- Martha (voz de Tabitha St. Germain) - Amiga de Ruby, que não aparece tão frequentemente quanto Louise ou Valerie. Geralmente aparece como escoteira ao lado de Ruby, Louise e Valerie, mas às vezes se junta a elas na hora de brincar. Tem pele dourada e é a única das amigas de Ruby que possui cílios. Visualmente inspirada na coelhinha Valerie do livro Yoko.
- Bunny Scout Leader (voz de Sarah Adams) - A líder do grupo de escoteiros Bunny Scouts, do qual Ruby, Louise, Martha e Valerie são membras. Raramente aparece, geralmente testando as meninas para ganharem distintivos. Ruby e suas amigas a respeitam e Ruby é conhecida por mencionar coisas que aprendeu com a líder, como em Max Quer se Molhar, quando diz a Max que a líder lhe mostrou a esperar meia hora após comer antes de nadar para não criar câimbra na barriga.

#### Outros Personagens
- Morris (vozes de Cameron Ansell nas temporadas 1-5 e de Nicholas Fry na temporada 6) - O melhor amigo de Max e primo de Louise, apesar de Louise agir mais como uma irmã mais velha dele. Ele (assim como Max) (até a temporada 5) só sabia falar poucas palavras de cada vez. Em seu primeiro encontro, ele foi hostil com Max, mas eles rapidamente se tornaram amigos e Morris assumiu o papel de companheiro de Max, seguindo-o no que ele faz. Como Max, ele é um grande fã de Super Bunny e muitas vezes faz o papel de Zoom-Zoom, o companheiro fiel de Super Bunny, ao brincar de superherói com Max. Sua mãe apareceu no episódio Max's Pinata. Ele é parcialmente baseado no personagem do livro Morris's disappearing bag. Na 6ª Temporada, ele frequenta a pré-escola com Max e, como Max, também passa a usar frases completas.

- Baby Huffington (voz de Joshua Savage) - O filho do Sr. e Sra. Huffington, de quem Ruby costuma ser babá. Às vezes ele é chamado de Baby H. Ao contrário do que Ruby pensa, o bebê Huffington gosta de barulho e adora os brinquedos ruidosos de Max, como o Gorila Alien Green e a arara Good Morning. Em um episódio, Max ajuda Ruby a descobrir o segredo para que o bebê H adormeça: é o relogio de cuco dos Huffington. Ele parece gostar de foguetes espaciais, de robôs e do Super Bunny. Devido aos seus interesses e gostos semelhantes, Max muitas vezes prova ser um grande ajudante de Ruby quando ela cuida do Baby H.

- Sra. Huffington (vozes de Emily Scott nas temporadas 1-5 e de Catherine Disher na temporada 6) - A esposa do Sr. Huffington, mãe do Bebê Huffington e filha da líder das escoteiras. A Sra. Huffington é uma talentosa líder de torcida e ensinou Ruby e Louise a girar bastões. Também é uma das novas líderes das escoteiras a partir do episódio Max's Nightlight. Considerando que sua mãe é a chefe das escoteiras, é de se supor que ela tenha sido escoteira na infância. Em Max Bubbles, ela também é faixa-preta em caratê.

- Sr. Huffington (voz de John Torres) - O marido da Sra. Huffington e pai do Bebê Huffington. O Sr. Huffington aparece com vários empregos, inclusive como palhaço e fotógrafo. Ele também trabalha em várias feiras e eventos que Max e Ruby visitam.

- Sr. Piazza (voz de Jamie Watson) - O Sr. Piazza administra o mercado local em East Bunnyhop e é o pai de Roger. Durante os festivais culturais de East Bunnyhop, o Sr. Piazza administra a mesa da Itália e conhece bem a comida e a cultura de lá. Conclui-se, portanto, que ele é italiano.

- Roger Piazza (voz de Robert Hall) - O filho do Sr. Piazza. Roger tem "quase sete anos e meio" de idade, como informado em Roger's Choice. Roger é um atleta muito talentoso e pratica vários esportes. Ele trata Max como um irmãozinho e joga basquete, futebol, trenó, hóquei e carros de corrida de brinquedo (esse último, para a tristeza de Ruby e Louise). Roger tem um cameo no episódio Max's Rocket Run, onde ele anda de trenó pela colina Rocket Run (a maior colina para a prática desse esporte), com um grande grupo de coelhos, três dias depois do Natal. Ruby e Louise são apaixonados por ele. Nas duas primeiras temporadas, ele diz apenas "Uh-huh" e "Uh-uh" , mas fala completamente nas temporadas seguintes. Muitas vezes ele ajuda seu pai em sua loja e auxilia Max e Ruby em seus projetos, como em Max Saves the Parade. Em episódios posteriores, Ruby frequentemente bota Roger pra cuidar de seu irmão Max, ensinando-o a praticar vários esportes, a fim de evitar que Max interfira com os vários jogos e projetos dela e de suas amigas.

- Super Bunny (br: Super Coelhinho) - O super-herói fictício favorito de Max. Max tem um gibi do Super Coelhinho e usa um pijama do heroi, e muitas vezes ouve o seu programa de rádio. Em Ruby's New Shoes, Max quer ver o Super Coelhinho, que está tirando fotos com os fãs no shopping, mas Ruby quer comprar um par de sapatos primeiro. No final, Max e Super Coelhinho salvam Ruby de uma pilha de caixas de sapato e Ruby encontra o par ideal em uma das caixas que caíram. Max também gosta de imitar o heroi com o nome de Super Max. O herói tem um parceiro fiel chamado Zoom-Zoom. Super Coelhinho é uma homenagem/paródia do Superman. Em Ruby's Bedtime Story, a capa do gibi de Super Coelhinho de Max é baseada na capa da Action Comics 1.

- Bunny Drew - A detetive fictícia favorita de Ruby, uma homenagem/paródia da Nancy Drew. Ruby gosta de ler novelas de mistério de Bunny Drew e às vezes a imita com o nome de Detetive Ruby. A maioria de suas novelas envolvem Bunny Drew investigando o roubo de objetos valiosos. Em Ruby's Detective Agency, Max tinha dado a Sra. Quack à Vovó para que ela vestisse um suéter na pata de brinquedo. Ruby não sabe disso e decide usar os métodos da Bunny Drew para resolver o mistério, tendo Max como assistente, e no final ela descobre o que aconteceu (Max tentou explicar a Ruby, dizendo "Vovó" o tempo todo, mas Ruby achava que ele só estava ansioso pra ir visitar a Vovó). Em Ruby's Big Case, Ruby pega emprestado da Vovó um velho livro de Bunny Drew para ler com Louise, mas é forçada a investigar quando algumas páginas desaparecem e ela continua com o mistério no ar. Em Ruby's Bedtime Story, Ruby tenta descobrir quem era o ladrão em um romance de Bunny Drew antes de ir pra cama, mas continua sendo interrompida por Max, que quer que ela leia uma história pra ele dormir. No final do episódio, quando Ruby finalmente descobre quem era o ladrão, ela ri: "Você nunca adivinhará quem era, Max!", embora não fique claro quem exatamente foi.

- Wind-Up Lobster (br: Lagosta) - Uma lagosta de brinquedo que foi um dos presentes de aniversário de Max em Max's Birthday, presente da Tia Claire e do Tio Nate. Max no início odiou o brinquedo, mas depois de se divertir sendo perseguido por ele, acabou gostando e decidiu mantê-lo. Aparece em vários episódios. Apesar de ser apenas um brinquedo, tem um estranho hábito de causar problemas e, como resultado, muitas vezes faz o papel de antagonista nos jogos de Max e até mesmo em alguns episódios do desenho, mas neste caso aparece sempre como um objeto animado que causa problemas, embora seja frequentemente retratado espreitando em torno dos cantos ameaçadoramente como um vilão estereotipado. Max simplesmente se refere a ele como Lagosta. Em Detective Ruby, vários objetos de Ruby desaparecem e ela brinca de detetive para resolver o mistério, embora Max saiba que a Lagosta é a culpada e tenta explicar isso a Ruby, dizendo "Lagosta" o tempo todo, mas ela acha que ele só tá querendo que ela se junte a ele para brincarem com sua Lagosta. Em The Boy who Cried Lobster, Ruby acredita que foi Max quem estragou o bolo dela, e quando Max tenta dizer a verdade a Ruby, ela não acredita nele e conta a história do Pastorzinho Mentiroso, para que ele aprenda a não mentir; no entanto, depois que Ruby termina a história, ela vê a Lagosta danificando seu bolo e descobre que Max estava falando a verdade. Em Ruby's Jigsaw Puzzle, a Lagosta rouba uma peça do quebra-cabeça de bailarina da Ruby e Max tenta perseguí-la para devolver a peça a Ruby, mas Ruby, inconsciente do roubo, impede Max, embora no final ela descubra o roubo e, juntos, eles conseguem capturá-la. Apesar de todos os problemas que provoca, às vezes a lagosta pode ser útil, como em Ruby's Tent, quando sua garra fica presa em uma corda da tenda de Ruby, puxando a barraca, permitindo que Valerie prenda a corda em uma estaca, ajudando ela e Ruby a ganharem seus distintivos de mérito de tenda.

- Candi (br: Docinho) (voz de Carolyn Hennesy) - Proprietária da loja de doces em East Bunnyhop. Ruby já trabalhou em sua loja e a visita ocasionalmente. Devido ao amor de Max por doces, ele gosta bastante da senhora Docinho, bem como dos doces que ela fabrica e vende, como suas Maçãs Candy. Além dos doces, a loja da Docinho ocasionalmente vende brinquedos simples, como dentes de vampiro em Bunny Money. Durante os festivais culturais de East Bunnyhop, Docinho administra a mesa da Índia e conhece bem a cultura de lá. Docinho é indiana.

- Rosalinda (voz de Anne Hill) - Proprietária de uma loja de presentes que vende jóias e itens de colecionador, e uma amiga de Mary (a avó do Max e da Ruby). Rosalinda tem uma arara de estimação chamada Pandora. Em Ruby's Autograph, revela-se que ela também dirige o estúdio de dança que Ruby frequenta, e que no passado ela foi a professora de dança da famosa bailarina Bunny Pavlova, quando esta morava em East Bunnyhop. Durante os festivais culturais de East Bunnyhop, Rosalinda administra a mesa do México e conhece bem a cultura de lá. Rosalinda é mexicana.

- Katie (voz de Yvonne Craig) - Garçonete de restaurante. Durante os festivais culturais de East Bunnyhop, Katie administra a mesa do Japão e conhece bem a cultura de lá. Katie é japonesa.

##### 6ª Temporada
- Sra. Bunty - Professora da pré-escola de Max, que aparece pela primeira vez no episódio Max's Preschool, da 6ª temporada.

- Winston - Um colega de classe de Max na 6ª temporada. Ele é deficiente e usa cadeira de rodas, mas é tão ativo quanto seus colegas de classe. Em Max! Bam! Boom!, revela-se que ele tem talento para malabarismo.

- Lily (voz de Kallan Holley) - Uma colega de classe de Max na 6ª temporada, de personalidade parecida com a dele. Em Show and Tell, revela-se que ela gosta de jogar futebol. Lily também é a primeira das novas amigas escolares de Max a sair da escola com ele.

- Priya (voz de Laaibah Alvi) - Uma colega de classe de Max na 6ª temporada, vinda da Índia. Priya é tímida e tem dificuldade em se abrir para os outros, mas Max a ajuda a se soltar em Max e Priya.

- Sr. Esteves - O novo professor de Ruby, Louise e Valerie, que faz sua estreia no episódio Ruby's Teacher, da 6ª Temporada. Ruby e suas amigas inicialmente acreditaram que teriam uma professora do sexo feminino, e Ruby fez um cartão especial para seu novo professor, com base nessa falsa suposição. E felizmente, Max alterou o cartão sem que ela soubesse, para que ficasse mais do agrado do Sr. Esteves.

## Produção
Max & Ruby foi produzido pela Nelvana, Treehouse, 9 Story Entertainment, Silver Lining Productions, Chorion, e Nickelodeon Productions.
A 6ª temporada da série estreou em 18 de Setembro de 2016, com um novo elenco de dublagem e uma remixagem da música-tema. Os episódios dessa temporada são divididos em dois segmentos de 11 minutos cada, em vez de 3 segmentos com 7 minutos cada, como nas 5 temporadas anteriores.
A temporada 7 estreiou em 18 de agosto de 2018 (no Canadá).

## Controvérsias
Em uma entrevista para o Nick Jr., que já não está disponível online, Rosemary Wells disse em sua defesa sobre os pais invisíveis de Max e Ruby que "não vemos os pais de Max e Ruby, porque [ela] acredita que as crianças resolvem seus problemas e conflitos de forma diferente quando estão sozinhas. A série de televisão dá aos filhos um entendimento de como esses dois irmãos resolvem seus conflitos de forma humorada e divertida ". Na 6ª temporada, contudo, a série finalmente introduziu os pais de Max e Ruby.